# 秀川街道
秀川街道，是中华人民共和国甘肃省兰州市七里河区下辖的一个乡镇级行政单位。

## 行政区划
秀川街道下辖以下地区：
秀川社区、穴崖子社区、郑家庄村、马滩村、崔家崖村、大滩村和郑家庄新村。